# Гельмгольц, Герман Людвиг Фердинанд
Герман фон Ге́льмго́льц (полное имя — Герман Людвиг Фердинанд фон Гельмгольц (нем. Hermann Ludwig Ferdinand von Helmholtz); 31 августа 1821, Потсдам — 8 сентября 1894, Шарлоттенбург) — немецкий физик, врач, физиолог, психолог, акустик.
Член Прусской академии наук (1871; член-корреспондент с 1857), иностранный член Лондонского королевского общества (1860), иностранный член-корреспондент Петербургской академии наук (1868).

## Биография
Гельмгольц родился 31 августа 1821 года в Потсдаме, близ Берлина, где его отец Фердинанд Гельмгольц служил учителем гимназии; мать его Каролина, урождённая Пенн, происходила из английской семьи, переселившейся в Германию. Герман фон Гельмгольц получил первоначальное образование в Потсдамской гимназии, а затем в 17 лет поступил студентом в королевский медико-хирургический институт, который окончил в 1842 году, защитив докторскую диссертацию «De fabrica systematis nervosi evertebratorum».
Обязательной для выпускников королевского медико-хирургического института была восьмилетняя военная служба, которую Гельмгольц проходил с 1843 года в Потсдаме, в качестве военного врача. В 1847 году Гельмгольц пишет свою знаменитую книгу «Über die Erhaltung der Kraft» и по рекомендации Александра Гумбольдта в 1848 году ему разрешено преждевременно оставить военную службу и возвратиться в Берлин, чтобы занять место в Академии художеств в качестве преподавателя анатомии; одновременно Гельмгольц становится ассистентом при анатомическом музее.
В 1849 году по рекомендации своего учителя, знаменитого физиолога Иоганна Мюллера, он был приглашён на должность профессора физиологии и общей анатомии в Кёнигсберг. Гельмгольц высоко ценил воспитывающее влияние своего профессора-руководителя Иоганна Мюллера и держался его направления. Недаром он говорил о нём: «Кто раз пришёл в соприкосновение с человеком первоклассным — у того духовный масштаб изменён навсегда, тот пережил самое интересное, что может дать жизнь…». В 1855 году переехал в Бонн, где руководил кафедрой анатомии и физиологии, с 1858 года — кафедрой физиологии в Гейдельберге. 
В Гейдельберге Гельмгольц оставался до 1871 года, когда по приглашению Берлинского университета возглавил вакантную, после смерти известного профессора физики Густава Магнуса, кафедру физики. После Магнуса Гельмгольц получил в наследие маленькую и неудобную лабораторию; она была первой в Европе по времени основания, а он — вторым по времени её руководителем. В маленькой лаборатории ему было тесно и неуютно, и тогда при содействии правительства он выстроил в 1877 году дворец науки, именуемый ныне Физическим институтом Берлинского университета, которым управлял до 1888 года, когда германский Рейхстаг основал в Шарлоттенбурге большое учреждение — физико-техническое имперское ведомство (Physicalish-Technische Reichsanstalt) и назначил Гельмгольца его президентом. С тех пор он покинул физический институт в Берлине, передав руководство профессору Августу Кундту, а сам читал лекции лишь теоретического характера.

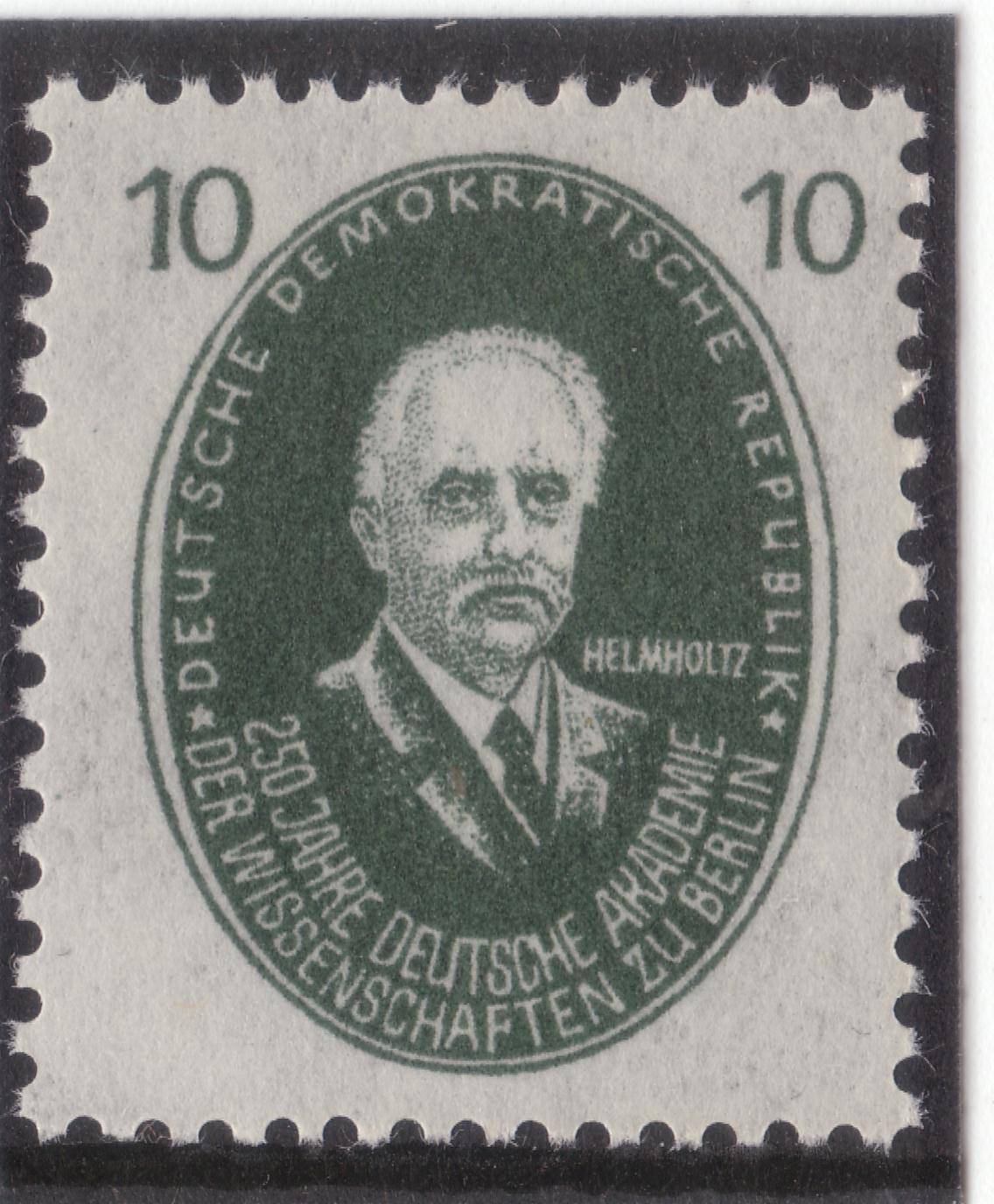
Г. Гельмгольц на почтовой марке ГДР, посвящённой 250-летию Немецкой академии наук. 1950 год.

Таким образом, деятельность Гельмгольца как профессора разделяется на деятельность профессора физиолога до 1871 года и профессора физики с 1871 до 1894 года. Однако к физике он обращался постоянно, даже до 1871 года. Благодаря разностороннему характеру своей педагогической деятельности он подарил Европе учеников — специалистов по различным отраслям естествознания. В частности, российские: Н. Н. Гезехаус, А. П. Соколов, Р. А. Колли, П. Ф. Зилов, Н. Н. Шиллер; из биологов и врачей — профессор Э. Адамюк, Николай Бакст, Л. Гиршман, И. Догель, В. Дыбковский, Эммануил-Макс Мандельштам, И. Сеченов, А. Ходин, Ф. Шереметьевский, Э. Юнге, из которых многие приобрели себе громкое имя в науке и основали школы в русских университетах.
В 1888 году император Германии Фридрих III возвёл его в дворянское достоинство, а в 1891 году уже император Вильгельм II пожаловал его чином действительного тайного советника, титулом Excellenz и орденом Чёрного Орла. В том же 1891 году удостоился высшей награды Франции — звезды ордена «Почётного легиона». Город Берлин избрал его своим почётным гражданином.
После того как первая жена умерла, Гельмгольц женился второй раз. Сын Роберт — молодой учёный-физик, успевший получить премию за свою работу «О лучеиспускании пламени», — умер в 1889 году.

## Научный вклад
В своих первых научных работах при изучении процессов брожения и теплообразования в живых организмах Гельмгольц приходит к формулировке закона сохранения энергии. В его книге «О сохранении силы» (1847) он формулирует закон сохранения энергии строже и детальнее, чем Роберт Майер в 1842 году, и тем самым вносит существенный вклад в признание этого оспариваемого тогда закона. Позже Гельмгольц формулирует законы сохранения энергии в химических процессах и вводит в 1881 году понятие свободной энергии — энергии, которую необходимо сообщить телу для приведения его в термодинамическое равновесие с окружающей средой ({\displaystyle F=U-TS}, где {\displaystyle U} есть внутренняя энергия, {\displaystyle S} — энтропия, {\displaystyle T} — температура). Показав универсальность законов сохранения, не оставил места для концепций некой особой «жизненной силы», якобы управляющей организмами.
С 1842 по 1852 занимается изучением роста нервных волокон. Параллельно Гельмгольц активно изучает физиологию зрения и слуха. Также Гельмгольц создает концепцию «бессознательных умозаключений», согласно которой актуальное восприятие определяется уже имеющимися у индивида «привычными способами», за счёт чего сохраняется постоянство видимого мира, при этом существенную роль играют мышечные ощущения и движения. Он разрабатывает математическую теорию для объяснения оттенков звука с помощью обертонов.
Гельмгольц способствует признанию теории трёхцветового зрения Томаса Юнга, изобретает в 1850 году офтальмоскоп для изучения глазного дна, в 1851 году — офтальмометр для определения радиуса кривизны глазной роговицы; также им был создан факоскоп — прибор для определения изменений кривизны хрусталика глаза при различных степенях аккомодации его к расстояниям. Сотрудниками и учениками Гельмгольца были В. Вундт, И. М. Сеченов и Д. А. Лачинов.
Установлением законов поведения вихрей для невязких жидкостей (1858) Гельмгольц закладывает основы гидродинамики. Математическими исследованиями таких явлений, как атмосферные вихри, грозы и глетчеры, Гельмгольц закладывает основы научной метеорологии. Кроме того, его работы помогли объяснить механизм образования и поведения морских волн. Его исследования по теории разрывных движений (1868) имели большое значение для развития аэродинамики; в 1873 году он выступил с изложением некоторых теоретических вопросов управляемого воздухоплавания.
Ряд технических изобретений Гельмгольца носит его имя. Катушка Гельмгольца состоит из двух соосных соленоидов, удалённых на расстояние их радиуса и служит для создания открытого однородного магнитного поля. Резонатор Гельмгольца представляет собой полый шар с узким отверстием и служит для анализа акустических сигналов, а также при создании акустических систем для усиления низких частот или наоборот — для подавления нежелательных частот в помещениях.
Много работ посвятил Гельмгольц обоснованию всеобщности принципа наименьшего действия (например, по отношению к тепловым, электромагнитным и оптическим явлениям), вскрыв также связь этого принципа со вторым началом термодинамики.
Автор ряда трудов в области физиологии — о нервной и мышечной системе. Гельмгольц обнаружил теплообразование в мышце (1845—1847), изучил процесс мышечного сокращения (1850—1854), измерил скорость распространения возбуждения в нервах (1850), определил скрытый период рефлексов (1854), сформулировал теорию аккомодации глаза (1853), разработал учение о цветовом зрении (1859—1866). В 1856 году определил возраст Земли в 22 миллиона лет.

## Философия
Будучи последователем кантианской философии, на основе принципа специфических энергий И. Мюллера и теории локальных знаков Р. Г. Лотце Гельмгольц разрабатывал собственную теорию восприятия — «теорию иероглифов». В соответствии с этой теорией, субъективные образы не имеют сходства с объективными свойствами воспринимаемых предметов, но представляют собой лишь их знаки. Для него восприятие представлялось двухступенчатым процессом. В основе лежит ощущение, качество и интенсивность которого обусловлены врождёнными (априорными) механизмами, специфическими для данного органа восприятия. На основе этих ощущений уже в реальном опыте образуются ассоциации. Таким образом актуальное восприятие определяется уже имеющимися у индивида «привычными способами», за счёт которых сохраняется постоянство видимого мира. Описал на основе этой концепции механизмы восприятия пространства, в котором на первый план выдвигалась роль мышечных движений.

## Акустика
Гельмгольц внёс значительный вклад в развитие физиологической и музыкальной акустики. Он разработал теорию акустического резонанса, решил задачу об органной трубе, построил модель уха, исследовав воздействие на него звуковых волн. В труде «Учение о слуховых ощущениях как физиологическая основа для теории музыки» (1863; русский перевод: 1875 год) исследовал натуральный звукоряд, создал резонансную теорию слуха. Гельмгольц впервые выдвинул теорию комбинационных тонов, объяснив их нелинейностью механической системы слухового аппарата, а именно барабанной перепонки. Для исследования звука (в том числе синтезирования «унтертонов») изобрёл прибор, известный как резонатор Гельмгольца. Явление диссонанса Гельмгольц объяснял наличием биений между обертонами в созвучиях. Труд Гельмгольца оказал существенное влияние на немецкую музыкальную теорию конца XIX — первой половины XX веков (А. фон Эттинген, Г. Риман, П. Хиндемит и др.).

## Память
- Медаль Гельмгольца вручается с 1892 года.
- В 1935 году Международный астрономический союз присвоил имя Гельмгольца кратеру на видимой стороне Луны.
- Объединение имени Гельмгольца — крупнейшая научно-исследовательская организация Германии.
- Имя Гельмгольца присвоено Московскому НИИ глазных болезней.
- А. А. Фридман предложил присвоить имя Гельмгольца дифференциальному оператору «Гельмгольциан».

## Сочинения и их переводы
- Die Lehre von den Tonempfindungen als physiologische Grundlage für die Theorie der Musik. Braunschweig, 1863; Учение о слуховых ощущениях как физиологическая основа для теории музыки. — СПб., 1875 (перевод М. О. Петухова. — 2011. — ISBN 978-5-397-01665-0).
- Счёт и измерение // Известия Казанского физ.-мат. об-ва. № 2 (1892). — доп. к № 3-4.
- О происхождении и значении геометрических аксиом. — СПб., 1895.
- О сохранении силы. — М.—Л. : ГТТИ, 1934.  (On the Conservation of Force (1847))
- О фактах, лежащих в основании геометрии. // Об основаниях геометрии. — М.: ГТТИ, 1956. — С. 366—382.
- Основы вихревой теории. — М.: ИКИ, 2002.
- Скорость распространения нервного возбуждения. — 1923.

## Комментарии
1. ↑  Традиционное русское ударение — на второй слог. Правильное немецкое — на первый слог. Двойное ударение дано по БРЭ[6].
2. ↑  Роберт Андреевич Колли, воспитанник Московского университета, занимал кафедру физики Казанского университета с 1876 года; написал экспериментальное исследование «О поляризации в электролитах» (1878). В 1886 году перешёл в Москву в Петровскую земледельческую академию. Дальнейшие работы Колли касались исследования электрических колебаний. В Казани Колли впервые поставил практические работы студентов, по образцу постановки этих работ в германских университетах[12].